# North McKenzie (Dakota del Norte)
North McKenzie es un territorio no organizado ubicado en el condado de McKenzie en el estado estadounidense de Dakota del Norte. En el Censo de 2010 tenía una población de 417 habitantes y una densidad poblacional de 0,4 personas por km².

## Geografía
North McKenzie se encuentra ubicado en las coordenadas 47°55′40″N 103°15′20″O / 47.92778, -103.25556. Según la Oficina del Censo de los Estados Unidos, North McKenzie tiene una superficie total de 1034.83 km², de la cual 982.11 km² corresponden a tierra firme y (5.09%) 52.72 km² es agua.

## Demografía
Según el censo de 2010, había 417 personas residiendo en North McKenzie. La densidad de población era de 0,4 hab./km². De los 417 habitantes, North McKenzie estaba compuesto por el 97.36% blancos, el 0% eran afroamericanos, el 0% eran amerindios, el 0% eran asiáticos, el 0% eran isleños del Pacífico, el 0.72% eran de otras razas y el 1.92% pertenecían a dos o más razas. Del total de la población el 0.72% eran hispanos o latinos de cualquier raza.